# 伊兹梅尼
伊兹梅尼，是匈牙利托尔瑙州所辖的一个村。总面积13.73平方公里，总人口523，人口密度38.1人/平方公里（2011年1月1日）。